# Eberhard Trodler
Eberhard Trodler (* 29. Januar 1942 in Königsberg) ist ein deutscher Maler und Grafiker.

## Leben und Werk
Die Großeltern Trodlers betrieben bei Königsberg eine Mühle, die gegen Ende des Zweiten Weltkriegs in Brand geschossen wurde. Sein Vater Kurt Trodler (1907–2006) war Malermeister und Glaser. Eberhard hatte vier Geschwister, von denen ein Bruder schon als Kind verstarb. Die Familie wurde in der Folge des Weltkriegs aus Ostpreußen vertrieben, und Trodlers Mutter zog mit ihren vier Kindern nach Wutike. Der Vater kam 1948 aus englischer Kriegsgefangenschaft zurück. Die Familie zog um 1949 nach Stahnsdorf, wo der Vater eine Werkstatt übernehmen konnte. In Stahnsdorf absolvierte Trodler die Schule. Danach machte er bei seinem Vater eine Lehre als Maler und arbeitete er dann in dessen Betrieb. Sein Vater brachte ihm auch früh das Zeichnen bei.
Von 1965 bis 1968 studierte Trodler an der Fachschule für angewandte Kunst Heiligendamm. Er schloss mit der Berufsbezeichnung „Dekorativer Maler mit Fachschulabschluss“ ab. Danach arbeitete er bis 1981 auf diesem Gebiet in Ost-Berlin und Potsdam.
Neben seiner beruflichen Tätigkeit betätigte er sich autodidaktisch als Maler. In Zempin traf er Otto Niemeyer-Holstein, mit dem er sich anfreundete und der ihn für die künstlerische Arbeit ermutigte. Anregungen erhielt er auch vom Werk Curt Querners.
Seit 1982 arbeitet Trodler in Stahnsdorf als freischaffender Maler. 1983 erhielt er vom Rat des Bezirks Potsdam einen Fördervertrag mit dem Thema Landwirtschaft, wozu er sich zur künstlerischen Arbeit in der Landwirtschaftlichen Produktionsgenossenschaft Mittenwalde aufhielt. Von 1986 bis 1988 beteiligte er sich in Cottbus an den internationalen Pleinairs „Braunkohlentagebau“. Er hatte Einzelausstellungen und war 1984 auf der Bezirkskunstausstellung Potsdam und auf der Kunstausstellung Potsdam vertreten. Seit der deutschen Wiedervereinigung hatte er eine große Zahl von Einzelausstellungen mit regionaler Bedeutung.
Trodler war von 1982 bis 1990 Kandidat bzw. Mitglied des Verbands Bildender Künstler der DDR und gehört seit 1990 dem Berufsverband Bildender Künstler:innen Brandenburg e.V. an.
Er schuf insbesondere Bilder von Landschaften und Porträts ihm nahestehender Personen, die die Kunsthistorikerin Renate Bergerhoff (* 1935) als „Psychogramme“ bezeichnete.
Neben seiner künstlerischen Tätigkeit leitete Trodler u. a. in Stahnsdorf einen Kinder-Malzirkel und war viele Jahre ehrenamtlich Vorsitzender des Soziokulturellen Vereins „Eins A“. 2014 wurde er mit der Ehrennadel der Gemeinde Stahnsdorf geehrt.
Trodler hat eine Zwillingsschwester, Erika Trodler. Sein Sohn Steffen, ein Maler, schied 2013 selbstbestimmt aus dem Leben, was bei Trodler zu einer fünf Jahre andauernden künstlerischen Blockade führte.

## Werke (Auswahl)
- Porträt Ivonne (1982, Tafelbild; Potsdam-Museum)[1]
- Frau Luise K. aus Groß-Lieskow (1986, Öl, 110 × 90 cm; Kunstsammlung Lausitz, Senftenberg)

## Einzelausstellungen (unvollständig)
- 1982: Potsdam-Babelsberg, Luckenwalde und Brandenburg, Galerien des VEB Umweltgestaltung und Bildende Kunst (Studien, Zeichnungen, Bilder)
- 1987: Erfurt
- 2005: Heringsdorf, Villa Irmgard[2]
- 2008: Produzentengalerie M (mit Axel Gundrum, Bettina Hünicke, Peter Rohn und Maren Simon)[3]
- 2017: Kleinmachnow, Rathaus („Eberhard Trodler & Familie“)[4]
- 2018: Stahnsdorf, Café Matschke
- 2022: Kleinmachnow, Landarbeiterhaus („Malerlandschaft“; mit Heiko Mattusch und Thomas Trebstein)[5]
- 2022: Teltow Kreismusikschule Potsdam-Mittelmark in der Biomalzfabrik[6]
- 2022: Stahnsdorf, Café „Aux Delices Normands“
- 2024: Kleinmachnow, Neue Kirche („Die Ergriffenheit ist die Grundlage jeglichen künstlerischen Tuns“)[7]